# Cecilia Ștefănescu
Cecilia Ștefănescu (n. 6 iulie 1975, București) este o prozatoare și publicistă română.

## Biografie și studii
Cecilia Ștefănescu s-a născut la 6 iulie 1975, în București. A absolvit Liceul "Gheorghe Lazăr" din București în 1993 și Facultatea de Litere a Universității din București în 1997. 

## Opere publicate
Debutează editorial în volumul colectiv Ferestre '98 (1998).
Colaborează la revistele: "Dilema", "Vineri", "Exces", "Design Buletin", "Madame Figaro" ș.a., precum și la ziarele: "Cotidianul", "Curentul", "Independent".
Este prezentă în volumul colectiv Tescani 40238 (Editura Image, București, 2000). 
În anul 2002, a publicat la Editura Paralela 45 romanul Legături bolnăvicioase, ecranizat, în anul 2006, de regizorul Tudor Giurgiu.
În anul 2009, a publicat la Editura Polirom romanul Intrarea Soarelui.

## Volume publicate
- Prima mea dezamăgire în dragoste, coord. de Laura Albulescu - Marius Chivu, Silviu Dancu, Raluca Dincă, Șerban Foarță, Bogdan Ghiu, Adela Greceanu, Mugur Grosu, Augustin Ioan, Luminița Marcu, Mitoș Micleușanu, Ada Milea, Matei Pleșu, Antoaneta Ralian, Johnny Răducanu, Cecilia Ștefănescu, Iulian Tănase, Stelian Țurlea, Constantin Vică; Ed. Art, 2009;
- Prima dată, coord. de Laura Albulescu și Andra Matzal - Laura Albulescu, Ion Barbu, Mihai Barbu, Lavinia Braniște, Philip Ó Ceallaigh, Marius Chivu, Bogdan Coșa, Andrei Crăciun, Silviu Dancu, Gabriel H. Decuble, Raluca Dincă, Florin Dumitrescu, M. Duțescu, Șerban Foarță, Miron Ghiu, Adela Greceanu, Mugur Grosu, Bogdan Iancu, Florin Iaru, Vera Ion, Cristi Luca, Cosmin Manolache, Matei Martin, Andra Matzal, Marin Mălaicu-Hondrari, Dmitri Miticov, Dan Pleșa, Matei Pleșu, Antoaneta Ralian, Ana Maria Sandu, Dan Sociu, Ionuț Sociu, Elena Stancu, Bogdan-Alexandru Stănescu, Robert Șerban, Cecilia Ștefănescu, Alex Tocilescu,Călin Torsan, Răzvan Țupa, Vlad Ursulean, Mihail Vakulovski, Radu Vancu, Luiza Vasiliu, Constantin Vică, Elena Vlădăreanu; Ed. Art, 2013;